# Kościerzyce
Kościerzyce [pronunciación en polaco: /kɔɕt͡ɕɛˈʐɨt͡sɛ/] (en alemán: Groß Neudorf) es un pueblo en el distrito administrativo de Gmina Lubsza, dentro del Distrito de Brzeg, Voivodato de Opole, en el sudoeste de Polonia. Se encuentra aproximadamente 3 kilómetros al este de Brzeg y 37 kilómetros al noroeste de la capital regional, Opole.
El pueblo tiene una población de 990 habitantes.